# Фторид цезия
Фторид цезия — неорганическое соединение, соль цезия и плавиковой кислоты с химической формулой CsF, хорошо растворим в воде, образует кристаллогидраты.

## Получение
- Фторид цезия получают действием разбавленной плавиковой кислоты на карбонат:

{\displaystyle {\mathsf {Cs_{2}CO_{3}+2\ HF\ {\xrightarrow {\ }}\ 2\ CsF+CO_{2}\uparrow +H_{2}O}}}
- Также фторид цезия можно получить обменными реакциями:

{\displaystyle {\mathsf {BaF_{2}+Cs_{2}SO_{4}\ {\xrightarrow {\ }}\ 2\ CsF+BaSO_{4}\downarrow }}}

## Физические свойства
Фторид цезия образует бесцветные кристаллы, кубическая сингония (a = 0,6020 нм, Z = 4, пространственная группа F m3m).
Хорошо растворим в воде, c частичным гидролизом.
Образует кристаллогидраты состава CsF•n H2O, где n = 1, 1,5, 3.
Хорошо растворяется в плавиковой кислоте с образованием соединений CsF•nHF, где n = 1, 2, 3, 6.

## Химические свойства
- В растворах подвергается незначительному гидролизу:

{\displaystyle {\mathsf {2\ CsF+H_{2}O\ \rightleftarrows \ CsOH+CsHF_{2}}}}
- Разлагается более сильными кислотами:

{\displaystyle {\mathsf {2\ CsF+H_{2}SO_{4}\ {\xrightarrow {100^{o}C}}\ Cs_{2}SO_{4}+2\ HF\uparrow }}}
- Разлагается при сплавлении с гидросульфатами:

{\displaystyle {\mathsf {CsF+CsHSO_{4}\ {\xrightarrow {500^{o}C}}\ Cs_{2}SO_{4}+HF\uparrow }}}

## Применение
- Катализатор в органическом синтезе.
- В инфракрасной оптике.